# QKRCHS
QKRCHS era una sección animada del programa televisivo Caiga Quien Caiga, emitido por el Canal Trece en Buenos Aires y conducido por Mario Pergolini. Cuando Pergolini decidió la mudanza de los ciclos de su productora Cuatro Cabezas, del Canal Trece a Telefe, este minishow sufrió una modificación en su nombre pasandosé a llamar QKS, en analogía con el título del programa que es compuesto solo por tres consonantes, y en el cual se lee la palabra "cucas", apócope de la palabra cucarachas.
QKS es una sección animada en la cual, dos pequeñas cucarachas (QK Gorda y QK Flaca) realizan comentarios satíricos sobre las diferentes personalidades de la farándula argentina y del quehacer político del país, siendo blancos recurrentes Marcelo Tinelli, Susana Giménez, Fernando De la Rúa, Carlos Menem, entre otros.
Cuando CQC se emitía por el Canal Trece, el minishow era una especie de CQC conducido por cucarachas, que ingresaban haciendo interferencia en la señal y realizaban un magazine, donde bromeaban con la gente de la farándula. En todos los capítulos comenzaban tirando su primer dardo a un blanco siempre fijo: Daniel Hadad, periodista argentino y empresario de medios de comunicación.
Al pasar a Telefe en el 2006, las cucarachas se dedicaban a entregar medallas a los diferentes personajes, siempre con el mismo tono de ironía que en la anterior edición. Un claro ejemplo de ello es cuando "entregaron" la medalla "Bailando me da sueño" para la sección Bailando por un sueño, del programa Showmatch, emitido por el Canal Trece y conducido por Marcelo Tinelli.
Esto motivó reacciones por parte de varios destinatarios de las bromas de las cucarachas, motivo por el cual Pergolini se defendía diciendo que no eran de su autoría y que los guiones eran obra de la gente que le escribía a su correo electrónico, que siempre dejaba abierto para que la gente se exprese.
En el 2008 esta sección fue cancelada.
- Datos: Q6093963